# Vinny Testaverde
Vincent Frank "Vinny" Testaverde Sr., född den 13 november 1963 i Brooklyn i New York, är en amerikansk-italiensk quarterback som senast spelade för Carolina Panthers i National Football League. Tidigare har han spelat för Tampa Bay Buccaneers, Cleveland Browns, Baltimore Ravens, New York Jets, Dallas Cowboys och New England Patriots.